# شهر سیبه
شهرسیبه (کوخرد) یکی از شهرهای باستانی شهرستان بستک در غرب استان هرمزگان در جنوب ایران واقع شده‌است. این شهر تاریخی (ساسانی) در بخش کوخرد واقع می‌باشد. بخشی از این شهر تاریخی درحال حاضر زیر دهستان کنونی «کوخرد» مدفون است و روی بخش دیگری از آن گورستان، این دهستان قرار گرفته‌است. باستان‌شناسان از آن به عنوان شهر فراموش شده ساسانیان یاد می‌کنند، وسعت شهر باستانی سیبه از جانب باستان‌شناسان به ۴۰ هکتار تخمین شده‌است….

## سرزمین زرتشتیان
سرزمین کوخرد که در زمان زرتشتی به نام «شهرسیبه» معروف بوده‌است بیش از پنج هزار سال قبل از اسلام تاریخ دارد و سرزمینی آباد و پر رونق بوده‌است.
سرزمینی که مسکن قومی بزرگ مانند قوم «سیبه» بوده‌است بی شک آنقدر بزرگ وانبوه وپرجمعیت بوده که نه تنها مردم دردامنه ارتفاعات کوهستانی و دشتهای معتدل شمالی و جنوبی آن زندگی می‌کرده‌اند، بلکه جبر طبیعت و مقتضیات جغرافیائی آنهارا به نقات مختلف و اطراف «شهرسیبه» پراکنده‌ساخته و در کوه ودشت وبیابان و دره و صحرا وبر فراز کوه‌های بلند زندگانی می‌نموده‌اند. روایت است که مردم «شهرسیبه» گبر، زرتشتی، و ارمنی بوده‌اند.
البته آثار زیادی از آن‌ها تا به حال برجای مانده‌است. در زیر ده جنوب دهستان کنونی کوخرد یک درخت کُور بزرگ وجود دارد که به « کُوِر ارمنی » پیش مردم کوخرد معروف است.
سرزمین بزرگ سیبه (کوخرد) از دیر باز دارای مجد وعظمت خاصی بوده و به سبب تاریخ پر از حوادث و پرغوغا که از روزگار باستان یعنی از زمان قبل از اسلام آغاز می‌شود. «شهرسیبه» از این کشمکشها وغوغاها وآمد رفتها و وقایع وحوادث تاریخ برکنار نمانده‌است، روزگاری بس آباد و درخشان وروزگاری ویرانه ونابسامان داشته‌است.
سرزمین سیبه در روزگار قدیم بسیار بزرگ وپهناور و آباد بوده‌است، تا آنجا که گفته‌اند «سیبه» مرکز حکومت بوده‌است وحاکم سیبه از هشتاد روستای توابع خود باج وخراج می‌گرفتند. روستاهای آباد وپرجمعیت ودهقانهای کار آمد وقانع وپرکار و یکتاپرست، صداقت وصفای باطن، درستی وپاکی مردم «سیبه قدیم» زبانزد اقوام مجاور بوده وداستان‌های دل‌انگیز از بزرگواری مردم شهر تاریخی سیبه برزبانهای مردم مجاور و در درون سینه پیر مردها و پیر زنهای کوخرد به یادگار مانده‌است که هر شنونده‌ای آن را به تحسین وامی‌دارد.

## معبد سیبه
عبادت گاه بزرگ و پرشکوه «معبد سیبه» که جای عبادت پیشوایان وبخردان ودانایان سیبه بوده‌است از مملکت سبأ به «شهرسیبه» آورده شده‌است که مورد تعظیم وتکریم همه مردم گبر، زرتشتی و ارمنی سیبه قدیم بوده، ودشت کاریان وجلگه آن را به همین سبب «شهرسیبه» یک سرزمین آباد وپرجنب وجوش وپر فضیلت وپرمایه ساخته بوده‌است.
ازجمله آثار به جا مانده از دوره گبری یا زرتشتی:

### قلعه توصیله
- آب انبارهای دراز که از سنگ وساروج ساخته شده‌است.

آثارهایی که تا پنجاه سال پیش پابرجا بوده:

### گزسیبه
این آثارها در اثر سیل درواه شمو به تدریج نابود شده‌اند، اگر از سمت جنوبی حمام سیبه حفاری شود مطمئناً شالدهای قلعه سیبه آشکار خواهد شد. شهر سیبه دارای یک بازار بزرگ بوده به نام «بازار سیبه» خرابه‌های این بازار هنوز در یک کیلومتری دهستان کنونی کوخرد از سمت مغرب به چشم می‌خورد. همچنین شالدهای خانه‌های «شهرسیبه» که از سنگ وساروج ساخته شده بود در اثر سیل سال ۱۳۷۱ خورشیدی در درواه شمو که در سابق به نام درواه عالی معروف بود از زیر خاک بیرون آمده بود.
در محوطه «شهرسیبه» اگر حفاری شود بسیاری از آثار آن دوران دور پیدا خواهد شد.

## محدوده شهرسیبه
محدوده شهر سیبه از شمال رشته‌کوه ناخ، از جنوب بند آماج و رودخانه مهران، از مغرب صحرای خلوص و جناح، و از سمت مشرق به آسو و مهران منتهی می‌شده‌است.

## فعالیت‌های کشاورزی
خاک مستعد وحاصلخیز، وآفتاب گرم ونیروبخش سرزمین سیبه که همراه کاردانی وپشتکار مردم، و ایمان راسخ شهروندان سیبه قدیم برای بهبود زندگی وکسب دانشهای کشاورزی بوده‌است، وبا ایجاد قناتها وده‌ها چاه چرخ گاوی، ناحیه‌ای غله خیز و پر محصول و آباد وبی گرسنه ساخته ودشتهای آن را بفراوانی غله و بسیاری دام مشهور نموده بوده‌است. به همین دلیل گاهی «بغداد گرمسیر» وگاهی هم «بصره گرمسیر» نامیده می‌شده‌است.
این چنین سرزمبن بزرگ وپر نعمتهای خدائی به تدریج با تحول زمان جلو رفته و در روزگار ظهور اسلام مردم «شهرسیبه» دین مبین اسلام را پذیرفتند ودین اجدادشان که بت‌پرستی و آتش‌پرستی بوده رها کردند.
پس از آن از مراکز رونق علم و دانش زمان شده بوده‌است.
با مطالعه حوادث تاریخی «سیبه» به این نکته متوجه می‌شویم که این سرزمین تاریخی وکهنسال گذشته از حوادث و وقایعی که برآن گذشته‌است دارای علماء، شعراء، حاکمان برجسته، تیر اندازان وجنگ جویان ماهر، نویسندگان ومشایخ برخوردار بوده‌است.
واز حکمرانانی مانند: خواجه احمد و محمد هاشم شاه محمود و خواجه محمد برخوردار بوده‌است.
همچنین دارای دانشمندان ومؤلفین نیز بوده و هست که کم وبیش به نسبت دنیای خود در راه دانش قدمهایی برداشته وکتب خطی وآثاری از خود برجای گذاشته‌اند.
 شاعر محلی می‌سراید:
| خوشا کوخرد ودشت لاله زارش       |  | خوشا فصل بهار وگلعذارش          |
| دیار و موطن اجداد مارا          |  | خداوندا بدارش پایدارش           |
| خوشا آن قلعه و حمام سیبه        |  | خوش آن تاریخ که ماند از یادگارش |
| خوشا نامی که ماند از «شهر سیبه» |  | درخشان چون قمر بود روزگارش      |

## فهرست منابع و مآخذ
- محمدیان، کوخردی، محمد، “ «به یاد کوخرد» “، ج۱. ج۲. چاپ اول، دبی: سال انتشار ۲۰۰۲ میلادی.
- محمدیان، کوخردی، محمد. (کوخرد سرزمین شاعران)  ج۱. چاپ اول، دبی: سال انتشار ۲۰۰۵ میلادی.
- فهرست آثار فرهنگی تاریخی ثبت شده در فهرست آثار ملی شهرستان بستک[پیوند مرده]
- محمد، صدیق «تارخ فارس» صفحه‌های (۵۰–۵۱)، چاپ سال ۱۹۹۳ میلادی.
- الکوخردی، محمد، بن یوسف، (کُوخِرد حَاضِرَة اِسلامِیةَ عَلی ضِفافِ نَهر مِهران Kookherd, an Islamic District on the bank of Mehran River) الطبعة الثالثة، دبی: سنة ۱۹۹۷ للمیلاد.
- مهندس:، حاتم، محمد، غریب“ «تَاریخْ عَرَب الّهْولَة Huwala Arab History» “، دولة الکویت، ج۱. چاپ سوم، القاهرة، مصر، دارالأمین للطباعة والنشر والتوزیع، ۸ شارع أبوالمعالی، سال انتشار ۱۹۹۷ میلادی، Engineer: Mohammed gharhb Hatem , third edition: Egypt (Cairo),1997 & 2013
- محمدیان، کوخردی، محمد،  (شهرستان بستک و بخش کوخرد) ، ج۱. چاپ اول، دبی: سال انتشار ۲۰۰۵ میلادی.